# Cymindis corax
Cymindis corax es una especie de coleóptero de la familia Carabidae.

## Distribución geográfica
Habita en Grecia.